# Contra paganos
Contra paganos – wiersz  w języku łacińskim z końca XV wieku autorstwa Władysława z Gielniowa.
Utwór powstał w 1498 lub nieco później. Nawiązywał do najazdu w 1498 na ziemie Polski wojsk tureckich wraz z sojusznikami w odwecie za nieudaną wyprawę Jana I Olbrachta na Mołdawię w 1497. Najazd turecki dotarł m.in. do Sambora, gdzie osoby przebywające w klasztorze bernardyńskim zostało częściowo wymordowane, a częściowo uprowadzone w jasyr. O tym samym najeździe traktuje również inny łaciński wiersz Władysława, znany jako Wiersz o spustoszeniu Sambora.
Tekst ma formę czterowersowej trzynastozgłoskowej antyfony, rozpoczynającej się incipitem Iesus Nazarenus, Rex Iudeorum. Zawiera prośbę do Chrystusa o pokonanie pogan i zapewnienie zwycięstwa chrześcijanom. Utwór zdobył sobie popularność i był wykonywany jako modlitwa do XVII wieku. Być może utwór był także śpiewany po polsku.
Historię utworu opisał w 1662 Piotr Jacek Pruszcz w swoim dziele Forteca duchowna Krolestwa Polskiego. Przekazał tam również polską wersję utworu:
Jezus Nazarański, Krol Żydowski,

Niech zetrze lud pogański,

A da zwycięstwo chrześcijanom,

Aby był chwalony Bog Wszechmogący na wieki wiekow.
Najwcześniejszy znany rękopis utworu wraz z melodią znajduje się w Bibliotece Czartoryskich w rękopisie z XVI w. o sygnaturze 3608 na stronach 101–103. Znane jest też osiem zapisów utworu z XVII wieku, w tym w aktach procesu beatyfikacyjnego Władysława z lat 1632–1637. 